# Joel Eriksson (kierowca wyścigowy)
Joel Eriksson (ur. 28 czerwca 1998) – szwedzki kierowca wyścigowy.

## Życiorys
Po sukcesach w kartingu, Eriksson rozpoczął międzynarodową karierę w jednomiejscowych samochodach wyścigowych w 2014 roku od startów w ADAC Formel Masters, gdzie wygrał jeden wyścig i sześciokrotnie stawał na podium. Zdobyte 188 punktów sklasyfikowało go na piątym miejscu. W 2015 roku Szwed startował w Formule 4. W Formule 4 SMP zajął dwunaste miejsce, a w edycji niemieckiej zdobył tytuł wicemistrzowski.
W 2016 roku Eriksson podpisał kontrakt z ekipą Motopark na starty w Europejskiej Formule 3. Wystartował w trzydziestu wyścigach, spośród których dziesięciokrotnie stawał na podium, w tym raz na jego najwyższym stopniu. Z dorobkiem 252 punktów został sklasyfikowany na piątej pozycji w klasyfikacji końcowej kierowców.

## Wyniki

### Podsumowanie
| Sezon | Seria                | Zespół        | Wyścigi | Zwycięstwa | PP | NO | Podium | Punkty | Pozycja |
| ----- | -------------------- | ------------- | ------- | ---------- | -- | -- | ------ | ------ | ------- |
| 2014  | ADAC Formel Masters  | Lotus         | 24      | 1          | 0  | 0  | 6      | 188    | 5       |
| 2015  | Niemiecka Formuła 4  | Team Motopark | 23      | 7          | 3  | 1  | 10     | 299    | 2       |
| 2015  | Formuła 4 SMP        |               | 3       | 0          | 0  | 0  | 1      | 30     | 12      |
| 2016  | Europejska Formuła 3 | Team Motopark | 30      | 1          | 1  | 2  | 10     | 252    | 5       |
| 2016  | Masters of Formula 3 | Team Motopark | 2       | 2          | 0  | 1  | 2      | N/A    | 1       |
| 2016  | Grand Prix Makau     | Team Motopark | 2       | 0          | 0  | 0  | 0      | N/A    | NS      |